# IJzerkotmolen

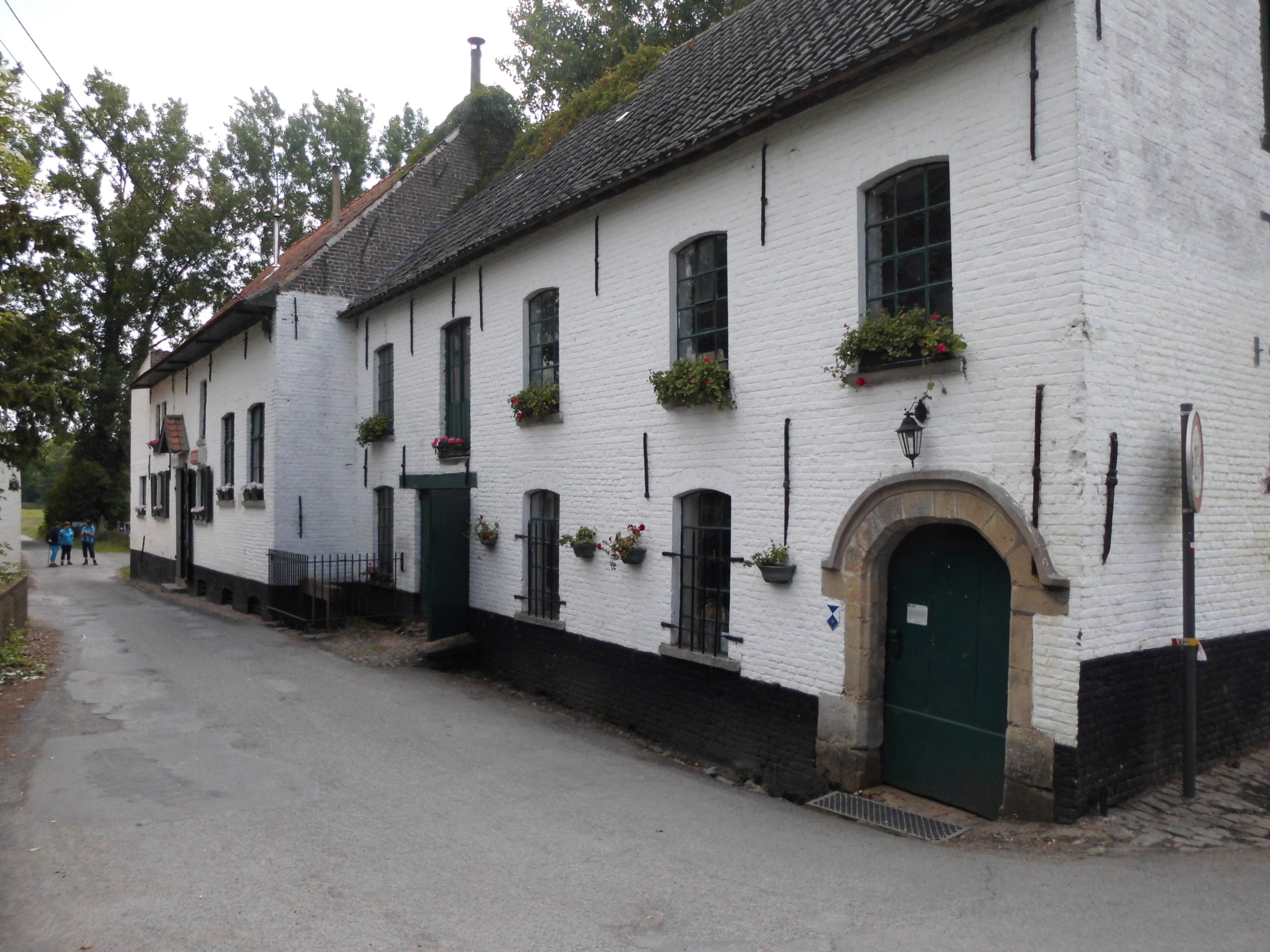
De IJzerkotmolen

De IJzerkotmolen is een bovenslagwatermolen gelegen op de rivier de Zwalm in de Zwalmvallei in de Belgische deelgemeente Sint-Maria-Latem (Zwalm).
Deze watermolen heeft een geschiedenis die teruggaat tot het begin van de 15e eeuw en werd afwisselend gebruikt als ijzermolen, kopermolen, papierfabriek, olieslagerij, graanmolen en uiteindelijk brouwerij. De eerste geschreven sporen gaan terug naar 1412. De molen is nog in bezit geweest van Lamoraal van Egmont. Oorspronkelijk stonden er twee aparte molens vlak naast elkaar op beide zijden van de oever. Op de Ferrariskaart (1771-78) wordt de molen omschreven als "Moulin het heyskot".
Eind 19e eeuw werden via een overbouwing de beide gebouwen met elkaar verbonden. De ene is nog steeds graanmolen, de andere werd olieslagerij, brouwerij en uiteindelijk café-restaurant. In de jaren negentig werd de 18de -eeuwse korenmolen op de rechteroever maalvaardig gerestaureerd. De oude slagmolen op de linkeroever was omgebouwd tot brouwerij in 1900 en huisvestte sinds de jaren ‘60 een taverne De graanmolen was sinds 1954 uit dienst maar werd in 1999 weer maalvaardig gemaakt. Sinds 2022 is de molen bio gecertificeerd. Vanaf 2024 ondergaat het gebouw een grondige restauratie.
Vlakbij ligt Klein Zwitserland; de sluis en de spaarvijver daar regelen het debiet van de IJzerkotmolen.

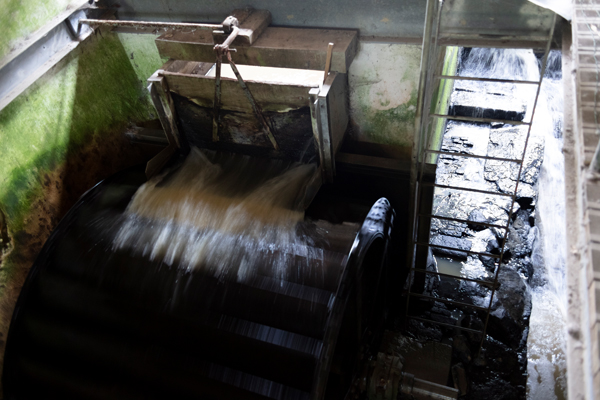
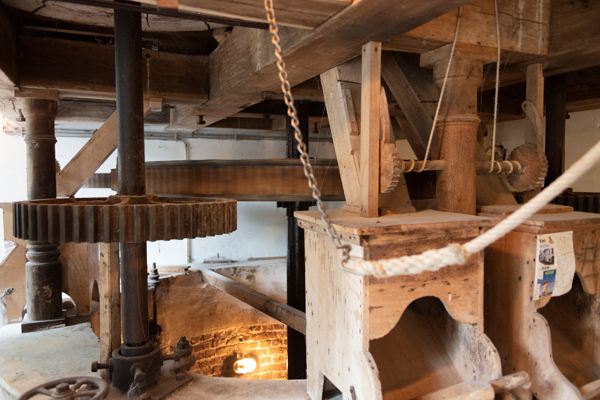
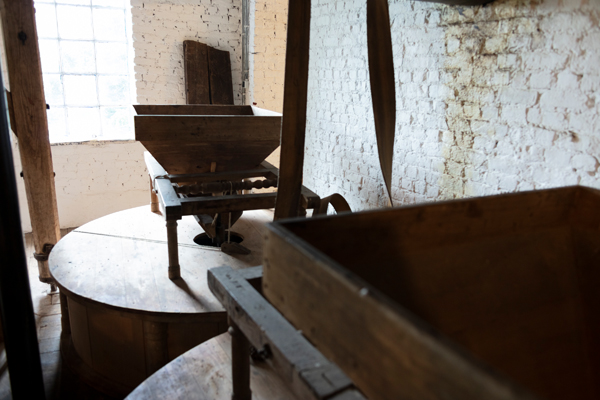
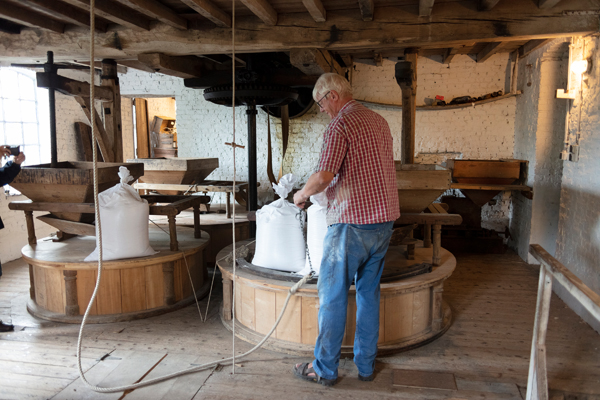